# Saccharomyces boulardii
Saccharomyces boulardii (Сахароміцет буларді) — тропічний штам дріжджів, вперше ізольований з плодів нефеліуму і мангостану в 1923 році французьким ученим Анрі Буларом (фр. Henri Boulard). Цей вид споріднений до пивних дріжджів (Saccharomyces cerevisiae) за своїми таксономічними та метаболічними ознаками.
S. boulardii підтримує та відновлює нормальну флору кишечника і тому класифікується як пробіотик. Булар вперше ізолював ці дріжджі після спостереження, що уродженці Південно-східної Азії часто жують вказані плоди у спробах пригнічення симптомів холери. Було показано, що S. boulardii не є патогенним та залишається в травному тракті і росте за незвичайно високими температурами від 37 °C.
Ліофілізовані клітини S. boulardii використовують як пробіотик для лікування і профілактики діареї, який має антимікробну та антитоксинну дію по відношенню до бактеріальних цито- і ентеротоксинів, підвищує ферментативну функцію кишечнику, володіє природною стійкістю до антибіотиків, проходить через травну систему в незмінному вигляді без колонізації і повністю виводиться з організму протягом 2-5 днів після припинення прийому.